# 全国都道府県市区町村別面積調
全国都道府県市区町村別面積調（ぜんこくとどうふけんしくちょうそんべつめんせきちょう、英語: The Report of Statistical reports on the land area by prefectures and municipalities in Japan）は、国土地理院が編集・発行する、日本の国土面積の調査結果を取りまとめた技術資料である。

## 概要
1950年（昭和25年）に地理調査所（国土地理院の前身）により創刊された「全国市町村別面積調査」を起源とする。都道府県別面積、市区町村別面積のほか、1km²以上の湖沼・島の面積および湖沼・島の20傑を公表している。国勢調査報告における人口密度算出や地方交付税算定の基礎データとなるなど、様々な分野で利用されている。
平成までは年1回の公表であったが、令和になって3か月に1回の公表となっている。